# Aristida purpurascens
Aristida purpurascens es una especie de gramínea perteneciente a la familia de las  poáceas. Es originaria del este de Norteamérica. Una de sus variedades llega hasta Honduras.

## Descripción
Es una planta perenne en tussoks que produce tallos de hasta 100 centímetros de altura. Carece de rizomas. Las láminas de las hojas son de color verde sin pelos, pálidas, y de hasta 25 centímetros de longitud. Se pueden curvar con la edad. Las inflorescencias en panículas, tiene ramas adjuntas al vástago, por lo que es estrecha. Las aristas pueden ser de hasta 2,5 centímetros de longitud.

## Taxonomía
Aristida purpurascens fue descrita por Jean Louis Marie Poiret y publicado en Encyclopédie Méthodique. Botanique ... Supplément 1(2): 452. 1811.
Etimología
El nombre del género proviene del latín Arista o del griego Aristos (cerdas, o aristas del maíz). 
purpurascens: epíteto latino que significa "de color púrpura".
Sinonimia
- Aristida affinis (Schult.) Kunth
- Aristida elliotiana Steud.
- Aristida geyeriana Steud.
- Aristida purpurascens var. alabamensis Trin. & Rupr.
- Aristida purpurascens var. glaucissima Scribn. & C.R.Ball
- Aristida purpurascens var. minor Vasey
- Aristida purpurascens var. tenuispica (Hitchc.) Allred
- Aristida racemosa Muhl.
- Aristida tenuispica Hitchc.
- Chaetaria affinis Schult.
- Chaetaria purpurascens (Poir.) P.Beauv.[5]